# Futureworld
Futureworld er en amerikansk science fiction-thriller fra 1976, der er instrueret af Richard T. Heffron efter et manuskript af Mayo Simon og George Schenck. Den er en efterfølger til Michael Crichton film Westworld fra 1973 og den anden i Westworld-serien. Filmen har Peter Fonda, Blythe Danner, Arthur Hill, Stuart Margolin, John Ryan og Yul Brynner på rollelisten. Udover Brynner er ingen af skuespillerne med i den første film, og den oprindelige manuskriptforfatter, Crichton, var heller ikke involveret.
Filmen forsøgte at føre plottet i en anden retning end Westworld, men den modtog primært negative anmeldelser. Den blev produceret af American International Pictures (mens originalen var hos Metro-Goldwyn-Mayer, som blev opkøbt af AIP's efterfølger Orion Pictures).
Efterfølgende blev der lavet en kortlivet tv-serie kaldet Beyond Westworld.

## Medvirkende
- Peter Fonda som Chuck Browning
- Blythe Danner som Tracy Ballard
- Arthur Hill som Dr. Duffy
- Yul Brynner som revolvermand
- John Ryan som Dr. Morton Schneider
- Stuart Margolin som Harry Croft
- James M. Connor som Clark the robot
- Allen Ludden som quizvært
- Robert Cornthwaite som Mr. Reed
- Angela Greene som Mrs. Reed
- Darrell Larson som Eric
- Nancy Bell som Erica
- Bert Conroy som Mr. Karnovsky
- Dorothy Konrad som Mrs. Karnovsky
- Jim Antonio som Ron Thurlow

## Eksterne Henvisninger
- Futureworld på Internet Movie Database (engelsk)
- Futureworld på Scope
- Futureworld i Svensk Filmdatabas (svensk)
- Futureworld på AlloCiné (fransk)
- Futureworld på MovieMeter (nederlandsk)
- Futureworld på AllMovie (engelsk)
- Futureworld hos American Film Institute (engelsk)
- Futureworld på Turner Classic Movies (engelsk)
- Futureworld på The Movie Database (engelsk)
- Futureworld på Rotten Tomatoes (engelsk)